# Shikimato chinasi
La shikimato chinasi è un enzima numero EC 2.7.1.71 appartenente alla classe delle transferasi, che catalizza la seguente reazione di fosforilazione:
shikimato + ATP {\displaystyle \rightleftharpoons } shikimato 3-fosfato + ADP